# برايان جورجيان
برايان جورجيان (بالإنجليزية: Brian Goorjian)‏ مواليد 28 يوليو 1953 في غلينديل، هو لاعب كرة سلة أمريكي سابق تحول إلى التدريب بعد الاعتزال. بدأ مسيرته الاحترافية في سنة 1977. اعتزل اللعب في 1985.

## سجل المنافسة
شارك في المنافسات التالية:
- الألعاب الأولمبية الصيفية 2004
- الألعاب الأولمبية الصيفية 2008

## روابط خارجية
- برايان جورجيان على موقع كلية كرة السلة في سبورتس رفرنس.كوم (الإنجليزية)
- برايان جورجيان على موقع أوليمبيديا (الإنجليزية)